# Weikersdorf am Steinfelde
Weikersdorf am Steinfelde è un comune austriaco di 1 068 abitanti nel distretto di Wiener Neustadt-Land, in Bassa Austria.